# Ciubrika, Kărdjali
Ciubrika (în bulgară Чубрика) este un sat în comuna Ardino, regiunea Kărdjali,  Bulgaria. 

## Demografie
Componența etnică a satului Ciubrika
     Bulgari (1,58%)
     Turci (91,53%)
     Nicio identificare (6,87%)
     Altele (0%)
La recensământul din 2011, populația satului Ciubrika era de 189 locuitori. Din punct de vedere etnic, majoritatea locuitorilor (91,53%) erau turci, cu o minoritate de bulgari (1,58%). Pentru 6,87% din locuitori nu este cunoscută apartenența etnică.